# Liste der orbitalen Raketenstarts (2017)
Am 27. Juli 2017 startete außerdem eine iranische Simorgh-Rakete, die keine Erdumlaufbahn erreichte. Es ist nicht bekannt, ob es sich um einen suborbitalen Test oder einen fehlgeschlagenen orbitalen Startversuch handelte.

## Startliste
Januar – Februar – März – April – Mai – Juni – Juli – August – September – Oktober – November – Dezember
| Datum (UTC)             | Raketentyp                            | Startplatz      | Nutzlast | Art / Zweck | COSPAR-ID                                                                                             |
| Januar 2017             | Januar 2017                           | Januar 2017     | Januar 2017 | Januar 2017 | Januar 2017                                                                                           |
| ----------------------- | ------------------------------------- | --------------- | --- | --- | --- |
| 5. Jan. 2017 15:18      | CZ-3B/G2                              | Xichang 2       | TJS 2 | TE/Kommunikation oder Aufklärung | 01A                                                                                                   |
| 9. Jan. 2017 04:11      | Kuaizhou 1A Erstflug 1A               | Jiuquan S-E2    | Jilin 1-03 Xingyun S1 Kaidun 1 | Erdbeobachtung TE/Kommunikation ◻ | 02B 02A 02C                                                                                           |
| 14. Jan. 2017 17:54     | Falcon 9                              | VAFB 4E         | Iridium Next 1-10 | 10× Kommunikation | 03D, 03B, 03F, 03E …                                                                                  |
| 14. Jan. 2017 23:33     | SS-520 Erstflug                       | USC             | Tricom 1 | Erdbeobachtung ◻ | Fehlschlag                                                                                            |
| 21. Jan. 2017 00:42     | Atlas V 401                           | CCAFS 41        | SBIRS GEO-3 | Raketen-Frühwarnsystem | 04A                                                                                                   |
| 24. Jan. 2017 07:44     | H-IIA 204                             | TNSC Y1         | DSN-2 | Militärkommunikation | 05A                                                                                                   |
| 28. Jan. 2017 01:03     | Sojus-ST/Fregat                       | CSG S           | Hispasat 36W-1 | Kommunikation | 06A                                                                                                   |
| Februar 2017            |                                       |                 | | | |
| 14. Feb. 2017 21:39     | Ariane 5 ECA                          | CSG A-3         | Telkom 3S Sky Brasil 1/ Intelsat 32e | Kommunikation | 07A 07B                                                                                               |
| 15. Feb. 2017 03:58     | PSLV-XL Rekordflug mit 104 Satelliten | SHAR 1          | Cartosat-2D INS 1A, 1B 88× Flock-3p 8× Lemur-2 PEASSS DIDO 2 BGUSat Al-Farabi 1 Nayif 1                                                                                   | Erdbeobachtung 2× TE Erdbeobachtung ◻ Meteorologie, AIS ◻ TE ◻ Forschung ◻ Experimente ◻ Ausbildung ◻ | 08A 08B, 08G 08V, 08U, 08W, 08T … 08AV, 08BC, 08BB … 08BV 08BE 08BD 08BW 08BX                         |
| 19. Feb. 2017 14:38     | Falcon 9                              | KSC 39A         | Dragon CRS-10 | ISS-Versorgung | 09A                                                                                                   |
| 22. Feb. 2017 05:58     | Sojus-U letzter Flug                  | Baikonur 1/5    | Progress MS-05 | ISS-Versorgung | 10A                                                                                                   |
| März 2017               |                                       |                 | | | |
| 1. März 2017 17:50      | Atlas V 401                           | VAFB 3E         | USA 274 (NROL-79) | 2× Aufklärung | 11A, 11B                                                                                              |
| 2. März 2017 23:53      | Kaituozhe 2 Erstflug                  | Jiuquan S-E2    | Tiankun 1 | Technologieerprobung | 12A                                                                                                   |
| 7. März 2017 01:49      | Vega                                  | CSG V           | Sentinel-2B | Erdbeobachtung | 13A                                                                                                   |
| 16. März 2017 06:00     | Falcon 9                              | KSC 39A         | EchoStar 23 | Kommunikation | 14A                                                                                                   |
| 17. März 2017 01:20     | H-IIA 202                             | TNSC Y1         | IGS Radar 5 | Erdbeobachtung | 15A                                                                                                   |
| 19. März 2017 00:18     | Delta IV                              | CCAFS 37B       | WGS 9 | Militärkommunikation | 16A                                                                                                   |
| 30. März 2017 22:27     | Falcon 9 erste Wieder- verwendung     | KSC 39A         | SES-10 | Kommunikation | 17A                                                                                                   |
| April 2017              |                                       |                 | | | |
| 12. April 2017 11:04    | CZ-3B/G2                              | Xichang 2       | Chinasat 16 | Kommunikation | 18A                                                                                                   |
| 18. April 2017 15:11    | Atlas V 401                           | CCAFS 41        | Cygnus CRS-7 Elana 17 QB50 • Aalto-2 • SOMP2 • LilacSat-1 • 25 weitere 4× Lemur-2 SHARC KySat 3 (SGSat) Altair 1                                                          | ISS-Versorgung 3 Hochschulprojekte ◻ 28 Hochschulprojekte TE/Forschung ◻ Meteorologie, AIS ◻ Radarkalibrierung ◻ TE ◻ TE ◻                                                                                            | 19A 1998-067LM … 1998-067MJ 1998-067LJ 1998-067ME 19B, 19C, 19D, 19E 1998-067LT 1998-067LL 1998-067LS |
| 20. April 2017 07:13    | Sojus-FG                              | Baikonur 1/5    | Sojus MS-04 | bemannte ISS-Mission | 20A                                                                                                   |
| 20. April 2017 11:41    | CZ-7                                  | Wenchang 201    | Tianzhou 1 Silu 1 | Tiangong 2-Versorgung Erdbeobachtung ◻ | 21A 21F                                                                                               |
| Mai 2017                |                                       |                 | | | |
| 1. Mai 2017 11:15       | Falcon 9                              | KSC 39A         | USA 276 (NROL-76) | Aufklärung | 22A                                                                                                   |
| 4. Mai 2017 21:50       | Sojus-ST/Fregat                       | CSG S           | SGDC Koreasat 7 | Kommunikation | 23B 23A                                                                                               |
| 5. Mai 2017 11:27       | GSLV Mk. II                           | SHAR 2          | GSAT-9 | Kommunikation | 24A                                                                                                   |
| 15. Mai 2017 23:21      | Falcon 9                              | KSC 39A         | Inmarsat 5 F4 | Kommunikation | 25A                                                                                                   |
| 18. Mai 2017 11:54      | Sojus-ST/Fregat                       | CSG S           | SES-15 | Kommunikation | 26A                                                                                                   |
| 25. Mai 2017 04:20      | Electron Erstflug                     | Mahia 1A        | Messgeräte Humanity Star | (Testflug) Reflektorkugel | Fehlschlag                                                                                            |
| 25. Mai 2017 06:33      | Sojus-2/Fregat                        | Plessezk 43/4   | EKS 2 | Militärsatellit | 27A                                                                                                   |
| Juni 2017               |                                       |                 | | | |
| 1. Juni 2017 00:17      | H-IIA 202                             | TNSC Y1         | Michibiki 2 | Navigation | 28A                                                                                                   |
| 1. Juni 2017 23:45      | Ariane 5 ECA                          | CSG A-3         | ViaSat-2 Eutelsat 172B | Kommunikation | 29A 29B                                                                                               |
| 3. Juni 2017 21:07      | Falcon 9                              | KSC 39A         | Dragon CRS-112346 NICER BRAC Onnesha GhanaSat-1 Mazaalai Toki EduSat 1 | ISS-Versorgung Röntgenteleskop Hochschulprojekt ◻ | 30A (ISS-Modul) 1998-067MX 1998-067MV 1998-067MW 1998-067MU 1998-067MY                                |
| 5. Juni 2017 11:58      | GSLV Mk III Erstflug                  | SHAR 2          | GSAT-19 | Kommunikation | 31A                                                                                                   |
| 8. Juni 2017 03:45      | Proton/Bris                           | Baikonur 81/24  | EchoStar 21 | Kommunikation | 32A                                                                                                   |
| 14. Juni 2017 09:20     | Sojus-2                               | Baikonur 31/6   | Progress MS-06 TNS 0-2 2× Tanyusha Sfera-53 2 | ISS-Versorgung TE/Kommunikation TE/Kommunikation ◻ Forschung | 33A 1998-067ND 1998-067NA, NB 1998-067NC                                                              |
| 15. Juni 2017 ca. 03:00 | CZ-4B                                 | Jiuquan S-2     | HXMT OVS 1A und 1B ÑuSat 3 | Weltraumteleskop Erdbeobachtung | 34A 34B, 34D 34C                                                                                      |
| 18. Juni 2017 16:11     | CZ-3B/G2                              | Xichang 2       | Chinasat 9A | Kommunikation | 35A – Teilerfolg                                                                                      |
| 23. Juni 2017 03:59     | PSLV-XL                               | SHAR 1          | Cartosat-2E NIUSat CE-Sat 1 Max Valier Sat Venta 1 QB50 • Compass-2 • Pegasus • 6 weitere Cicero 6 8× Lemur-2 SkCube 3 Diamonds D-Sat Pacscisat Aalto-1 Robusta 1B Suchai | Erdbeobachtung TE/Erdbeobachtung Röntgensatellit AIS 8 Hochschulprojekte TE ◻ TE/Forschung ◻ Erdbeobachtung ◻ Meteorologie, AIS ◻ Hochschulprojekt ◻ TE/Kommunikation ◻ TE ◻ Hochschulprojekt ◻                       | 36C 36B 36E 36P 36AC 36N 36C 36AE 36G, 36H, 36J, 36K … 36AA 36U, 36W, 36X 36AF 36AG 36L 36AD 36Z      |
| 23. Juni 2017 18:04     | Sojus-2w/Wolga                        | Plessezk 43/4   | Kosmos 2519 Kosmos 2521 Kosmos 2523 | Militärsatellit Subsatellit von 2519 Subsatellit von 2521 | 37A 37D 37E                                                                                           |
| 23. Juni 2017 19:10     | Falcon 9                              | KSC 39A         | BulgariaSat-1 | Kommunikation | 38A                                                                                                   |
| 25. Juni 2017 20:25     | Falcon 9                              | VAFB 4E         | Iridium Next 11-20 | 10× Kommunikation | 39D, 39C, 39F, 39E …                                                                                  |
| 28. Juni 2017 21:15     | Ariane 5 ECA                          | CSG A-3         | Hellas Sat 3/ Inmarsat-S-EAN GSAT-17 | Kommunikation | 40A 40B                                                                                               |
| Juli 2017               |                                       |                 | | | |
| 2. Juli 2017 11:23      | CZ-5                                  | Wenchang 101    | Shijian 18 | Kommunikation | Fehlschlag                                                                                            |
| 5. Juli 2017 23:37      | Falcon 9                              | KSC 39A         | Intelsat 35e | Kommunikation | 41A                                                                                                   |
| 14. Juli 2017 06:36     | Sojus-2/Fregat                        | Baikonur 31/6   | Kanopus-V-IK Flying Laptop TechnoSat WNISat 1R Norsat 1, 2 48× Flock-2k 8× Lemur-2 Corvus BC-1/2 3× Cicero NanoACE UTE-UESOR 2× MKA-N Mayak Iskra-MAI-85                  | Erdbeobachtung Technologieerprobung Wettersatellit 2× Forschung, AIS Erdbeobachtung ◻ Meteorologie, AIS ◻ 2× Erdbeobachtung Erdbeobachtung ◻ TE ◻ Hochschulprojekt ◻ Erdbeobachtung ◻ TE, Kunstprojekt ◻ Ausbildung ◻ | 42A 42G 42E 42L 42B, 42D 42AD, 42AE, 42AB … 42N, 42BJ, 42Q, 42R … 42Y, 42X 42V Teilerfolg             |
| 28. Juli 2017 15:41     | Sojus-FG                              | Baikonur 1/5    | Sojus MS-05 | bemannte ISS-Mission | 43A                                                                                                   |
| August 2017             |                                       |                 | | | |
| 2. Aug. 2017 01:58      | Vega                                  | CSG V           | Optsat 3000 VENµS | Aufklärung Forschung | 44A 44B                                                                                               |
| 14. Aug. 2017 16:31     | Falcon 9                              | KSC 39A         | Dragon CRS-12 Kestrel Eye 2M Elana 22 | ISS-Versorgung TE/Aufklärung 3 Hochschulprojekte ◻ | 45A 1998-067NE 1998-067NH …                                                                           |
| 16. Aug. 2017 22:07     | Proton/Bris                           | Baikonur 81/24  | Blagowest Nr. 11L | Militärsatellit | 46A                                                                                                   |
| 18. Aug. 2017 12:29     | Atlas V 401                           | CCAFS 41        | TDRS-M | Kommunikation/Relais | 47A                                                                                                   |
| 19. Aug. 2017 05:29     | H-IIA 204                             | TNSC Y1         | Michibiki 3 | Navigation | 48A                                                                                                   |
| 24. Aug. 2017 18:51     | Falcon 9                              | VAFB 4E         | Formosat-5 | Erdbeobachtung | 49A                                                                                                   |
| 26. Aug. 2017 06:04     | Minotaur IV                           | CCAFS 46        | ORS-5 2× Prometheus DHFR | Aufklärung TE ◻ | 50A                                                                                                   |
| 31. Aug. 2017 13:30     | PSLV-XL                               | SHAR 2          | IRNSS-1H | Navigation | Fehlschlag                                                                                            |
| September 2017          |                                       |                 | | | |
| 7. Sep. 2017 14:00      | Falcon 9                              | KSC 39A         | OTV-5 (X-37) USA 295–297 | militär. Raumgleiter (geheim) | 52A 52C, 52D, 52E                                                                                     |
| 11. Sep. 2017 19:23     | Proton/Bris                           | Baikonur 200/39 | Amazonas 5 | Kommunikation | 53A                                                                                                   |
| 12. Sep. 2017 21:17     | Sojus-FG                              | Baikonur 1/5    | Sojus MS-06 | bemannte ISS-Mission | 54A                                                                                                   |
| 22. Sep. 2017 00:02     | Sojus-2/Fregat                        | Plessezk 43/4   | Glonass-M | Navigation | 55A                                                                                                   |
| 24. Sep. 2017 05:49     | Atlas V 541                           | VAFB 3E         | Trumpet 7 | Aufklärung | 56A                                                                                                   |
| 28. Sep. 2017 18:52     | Proton/Bris                           | Baikonur 200/39 | AsiaSat 9 | Kommunikation | 57A                                                                                                   |
| 29. Sep. 2017 04:21     | CZ-2C                                 | Xichang 3       | 3× Yaogan 30-01 | Erdbeobachtung | 58A, 58B, 58C                                                                                         |
| 29. Sep. 2017 21:56     | Ariane 5 ECA                          | CSG A-3         | Intelsat 37e BSat 4a | Kommunikation | 59A 59B                                                                                               |
| Oktober 2017            |                                       |                 | | | |
| 9. Okt. 2017 04:13      | CZ-2D                                 | Jiuquan S-2     | VRSS-2 | Erdbeobachtung | 60A                                                                                                   |
| 9. Okt. 2017 12:37      | Falcon 9                              | VAFB 4E         | Iridium Next 21-30 | 10× Kommunikation | 61B, 61F, 61E, 61C …                                                                                  |
| 9. Okt. 2017 22:01      | H-IIA 202                             | TNSC Y1         | Michibiki 4 | Navigation | 62A                                                                                                   |
| 11. Okt. 2017 22:53     | Falcon 9                              | KSC 39A         | SES-11/ EchoStar 105 | Kommunikation | 63A                                                                                                   |
| 13. Okt. 2017 09:27     | Rockot                                | Plessezk 133/3  | Sentinel-5P | Erdbeobachtung | 64A                                                                                                   |
| 14. Okt. 2017 08:47     | Sojus-2                               | Baikonur 31/6   | Progress MS-07 | ISS-Versorgung | 65A                                                                                                   |
| 15. Okt. 2017 07:28     | Atlas V 421                           | CCAFS 41        | USA 279 (NROL-52) | Militärsatellit | 66A                                                                                                   |
| 30. Okt. 2017 19:34     | Falcon 9                              | KSC 39A         | Koreasat 5A | Kommunikation | 67A                                                                                                   |
| 31. Okt. 2017 21:37     | Minotaur-C                            | VAFB 576E       | SkySat 8–13 Flock-3m | 6× Erdbeobachtung 4× Erdbeobachtung ◻ | 68F, 68E, 68D, 68C … 68J, 68M, 68K, 68L                                                               |
| November 2017           |                                       |                 | | | |
| 5. Nov. 2017 11:45      | CZ-3B/YZ-1                            | Xichang 3       | Beidou-3 M1, M2 | 2× Navigation | 69A, 69B                                                                                              |
| 8. Nov. 2017 01:42      | Vega                                  | CSG V           | Mohammed VI-A | Erdbeobachtung | 70A                                                                                                   |
| 12. Nov. 2017 12:20     | Antares                               | MARS 0A         | Cygnus CRS-8 8× Lemur-2 Elana 13 CHEFsat Asgardia 1 2× Aerocube PropCube 2                                                                                                | ISS-Versorgung Meteorologie, AIS ◻ 3 Hochschulprojekte ◻ TE/Kommunikation ◻ Forschung | 71A 71L, 71S, 71K, 71T … 71P, 1998-067NG … 71H 71N 71F, 71G 71R                                       |
| 14. Nov. 2017 18:35     | CZ-4C                                 | Taiyuan 9       | Fengyun 3D HEAD-1 | Wettersatellit TE/AIS | 72A 72B                                                                                               |
| 18. Nov. 2017 09:47     | Delta II 7920-10C                     | VAFB 2W         | JPSS-1 Elana 24: • Fox-1B • weitere Buccaneer | Wettersatellit 4 Hochschulprojekte: • TE/Amateurfunk ◻ • 3 Projekte ◻ TE ◻ | 73A 73E 73C, 73D, 73E 73B                                                                             |
| 21. Nov. 2017 04:50     | CZ-6                                  | Taiyuan 16      | Jilin 1-04, -05, -06 | 3× Erdbeobachtung | 74A, 74B, 74C                                                                                         |
| 24. Nov. 2017 18:10     | CZ-2C                                 | Xichang 3       | 3× Yaogan 30-02 | Erdbeobachtung | 75A, 75B, 75C                                                                                         |
| 28. Nov. 2017 05:41     | Sojus-2/Fregat                        | Wostotschny 1S  | Meteor M2-1 Baumanets 2 LEO Vantage 2 IDEA-OSG 1 AISSat 3 10× Lemur-2 Corvus BC-3 SEAM D-Star One Helios-Wire                                                             | Wettersatellit Hochschulprojekt TE/Kommunikation SSS TE/AIS Meteorologie, AIS ◻ Erdbeobachtung ◻ Forschung ◻ TE/Kommunikation ◻                                                                                       | Fehlschlag                                                                                            |
| Dezember 2017           |                                       |                 | | | |
| 2. Dez. 2017 10:43      | Sojus-2/Fregat                        | Plessezk 43/4   | Lotos-S Nr. 803 | Aufklärung | 76A                                                                                                   |
| 3. Dez. 2017 04:11      | CZ-2D                                 | Jiuquan S-2     | LKW-1 | Erdbeobachtung | 77A                                                                                                   |
| 10. Dez. 2017 16:40     | CZ-3B/G2                              | Xichang 2       | Alcomsat-1 | Kommunikation | 78A                                                                                                   |
| 12. Dez. 2017 18:36     | Ariane 5 ES                           | CSG A-3         | Galileo 19-22 | 4× Navigation | 79A, 79B, 79C, 79D                                                                                    |
| 15. Dez. 2017 15:36     | Falcon 9                              | CCAFS 40        | Dragon CRS-13 | ISS-Versorgung | 80A                                                                                                   |
| 17. Dez. 2017 07:21     | Sojus-FG                              | Baikonur 1/5    | Sojus MS-07 | bemannte ISS-Mission | 81A                                                                                                   |
| 23. Dez. 2017 01:26     | H-IIA 202                             | TNSC Y1         | GCOM-C SLATS | Erdbeobachtung Experimentalsatellit | 82A 82B                                                                                               |
| 23. Dez. 2017 01:27     | Falcon 9                              | VAFB 4E         | Iridium Next 31-40 | 10× Kommunikation | 83C, 83D, 83K, 83F …                                                                                  |
| 23. Dez. 2017 04:14     | CZ-2D                                 | Jiuquan S-2     | LKW-2 | Erdbeobachtung | 84A                                                                                                   |
| 25. Dez. 2017 19:44     | CZ-2C                                 | Xichang 3       | 3× Yaogan 30-03 | Erdbeobachtung | 85A, 85B, 85C                                                                                         |
| 26. Dez. 2017 19:00     | Zenit-3F/Fregat                       | Baikonur 45/1   | AngoSat-1 | Kommunikation | 86A                                                                                                   |

Art / Zweck: Die Abkürzung „TE“ steht für „Technologieerprobung“, also das Testen neuer Satellitentechnik; das Symbol ◻ kennzeichnet Cubesats. Im Jahr 2017 starteten nur Cubesats bis zur Größe 6U.
Siehe Satellitentypen für weitere Erläuterungen.

## Fehlschläge und Teilerfolge
1. ↑  Die zweite Stufe zündete nicht.
2. ↑  Nach zunächst problemlosem Flug ging die Funkverbindung zur Rakete wegen eines falsch konfigurierten Empfängers am Boden verloren. Daraufhin wurde vorsichtshalber die Selbstzerstörung der Rakete eingeleitet.
3. ↑  Wegen einer Fehlfunktion der dritten Raketenstufe wurde der Satellit nicht in die vorgesehenen Geotransferbahn ausgesetzt (lt. GB Times, 19. Juli 2017). Mit eigenem Antrieb erreichte er dennoch einen geostationären Orbit.
4. ↑  Triebswerksausfall durch Turbopumpenschaden. Die anschließend nötige Neukonstruktion des Triebwerks warf das chinesische Programm zur Weltraumerkundung um mehr als ein Jahr zurück.
5. ↑  Einer des der Lageregelungstriebwerke der Fregat-Oberstufe zündete nicht. Es floss Hydrazin aus, das bei der Zündung eines anderen Triebwerks verpuffte und mehrere Satelliten beschädigte. Mindestens neun der ausgesetzten Cubesats funktionierten nach dem Start nicht. (Spacenews, 9. März 2018)
6. ↑  Die Nutzlastverkleidung wurde nicht abgetrennt.
7. ↑  Beim ersten Start mit Fregat-Oberstufe vom Kosmodrom Wostotschny war die Fregat versehentlich für einen Start vom Kosmodrom Baikonur programmiert worden. Alle 19 Nutzlasten gingen verloren. (Spaceflight Now, 30. Dezember 2017)

## Weitere Anmerkungen
1. ↑  Erstmals wurde die erste Stufe einer Orbitalrakete wiederverwendet.
2. 1 2 3 4 5 6 7 8 9 10 11 12 13 14 15 16 17 18  Diese Kleinsatelliten wurden zur ISS gebracht und von dort ins All ausgesetzt. Ihre Cospar-IDs sind von der Kennung der ISS (1998-067A) abgeleitet. In Datenbanken wie dem NSSDC-Katalog sind diese Satelliten unter Umständen (noch) nicht erfasst.
3. 1 2 3 4 5  nicht identifizierte Nutzlasten
4. 1 2  Die Identifikation dieser Satelliten wird geheimgehalten (vgl. Spacenews, Gunter’s Space Page: Prometheus, Gunter’s Space Page: DHFR).